# Rożki (województwo świętokrzyskie)
Rożki – wieś w Polsce, położona w województwie świętokrzyskim, w powiecie sandomierskim, w gminie Obrazów.
W latach 1975–1998 wieś położona była w województwie tarnobrzeskim.
Przez wieś przebiega droga krajowa nr 77 z Lipnika do Przemyśla.

## Integralne części wsi
| SIMC    | Nazwa   | Rodzaj    |
| ------- | ------- | --------- |
| 0801007 | Domki   | część wsi |
| 0801013 | Kolonia | część wsi |

## Zabytki
- Cmentarz wojenny z I wojny światowej, przy drodze do Wierzbin, wpisany do rejestru zabytków nieruchomych (nr rej.: A.708 z 22.04.1991)[7].
- Figura Matki Bożej z  II połowy XIX w. (nr rej.: 173/A z 16.06.1977)[7].